# Natalie

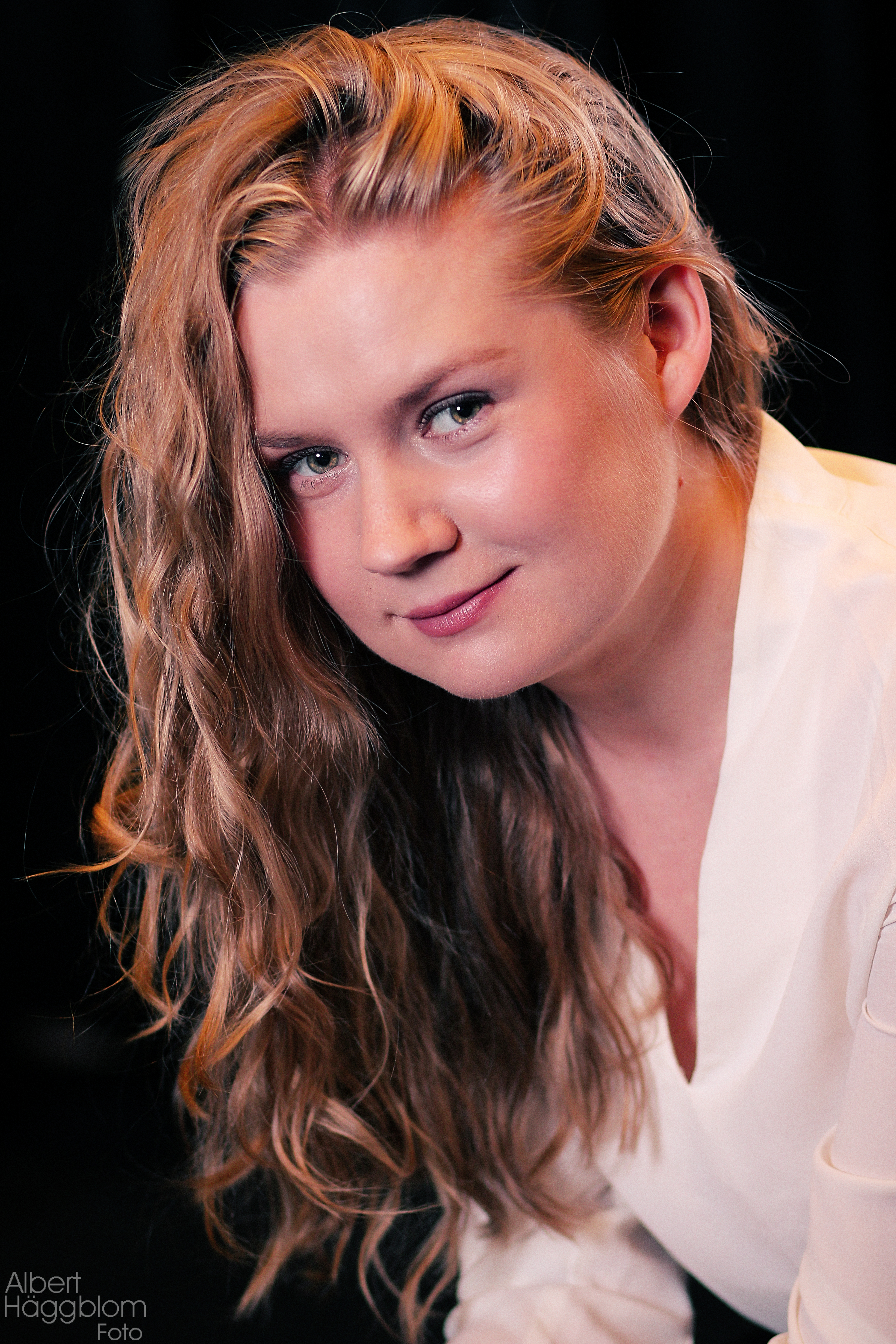
Natalie Minnevik, 2019.

Kvinnonamnet Natalie eller Nathalie är liksom Natalia bildat av det latinska uttrycket dies natalis som betyder "födelsedag" och syftar på Jesu födelsedag, det vill säga juldagen.
Natalie var ett av 80- och 90-talens största modenamn. År 2003 fick 473 flickor i Sverige namnet Natalie, varav 331 fick det som tilltalsnamn. Den 31 december 2005 fanns det totalt 15 915 personer i Sverige som hette Natalie eller Nathalie, varav 10 131 med det som tilltalsnamn.
Namnsdag: i Sverige 29 december och i Norge 27 december. I den finlandssvenska namnsdagslängden har Natalie namnsdag 9 augusti sedan 2000. 1929–1949 hade parallellformen Natalia denna namnsdag i den finlandssvenska namnsdagskalendern.

## Personer med namnet Natalie, Nathalie
- Nathalie Besèr, svensk journalist
- Natalie Cole, amerikansk sångerska
- Nathalie Dechy, fransk tennisspelare
- Natalie Dessay, fransk operasångerska
- Natalie Horler, tysk sångerska
- Natalie Imbruglia, australisk popsångerska
- Nathalie Lind, dansk advokat och politiker
- Natalie Maines, amerikansk countrysångerska
- Natalie Minnevik, svensk skådespelerska
- Natalie Sundelin, svensk skådespelare
- Natalie Portman, amerikansk skådespelerska
- Nathalie Sarraute, fransk författare
- Nathalie Schmeikal, svensk sångerska
- Natalie Talmadge, amerikansk skådespelerska
- Natalie Wood, amerikansk skådespelerska
- Nathalie de Vries, nederländsk arkitekt